# Суоре дела Карита (Бари)
Суоре дела Карита (итал. Suore della Carità) је насеље у Италији у округу Бари, региону Апулија.
Према процени из 2011. у насељу је живело 31 становника. Насеље се налази на надморској висини од 384 м.